# مسجد مانشستر المركزي
مسجد مانشستر المركزي ويعرف أيضًا مسجد فيكتوريا بارك (بالإنجليزية: Manchester Central Mosque) هو مسجد تاريخي يقع في مدينة مانشستر في المملكة المتحدة.

## الوصف
بني المسجد عام 1971 في وسط ضاحية فيكتوريا بارك في مدينة مانشستر بالقرب من كاري مايل، يلعب المسجد دوراً مهماً في خدمة المجتمع المسلم في مانشستر.